# Francesco Saverio Cavallari

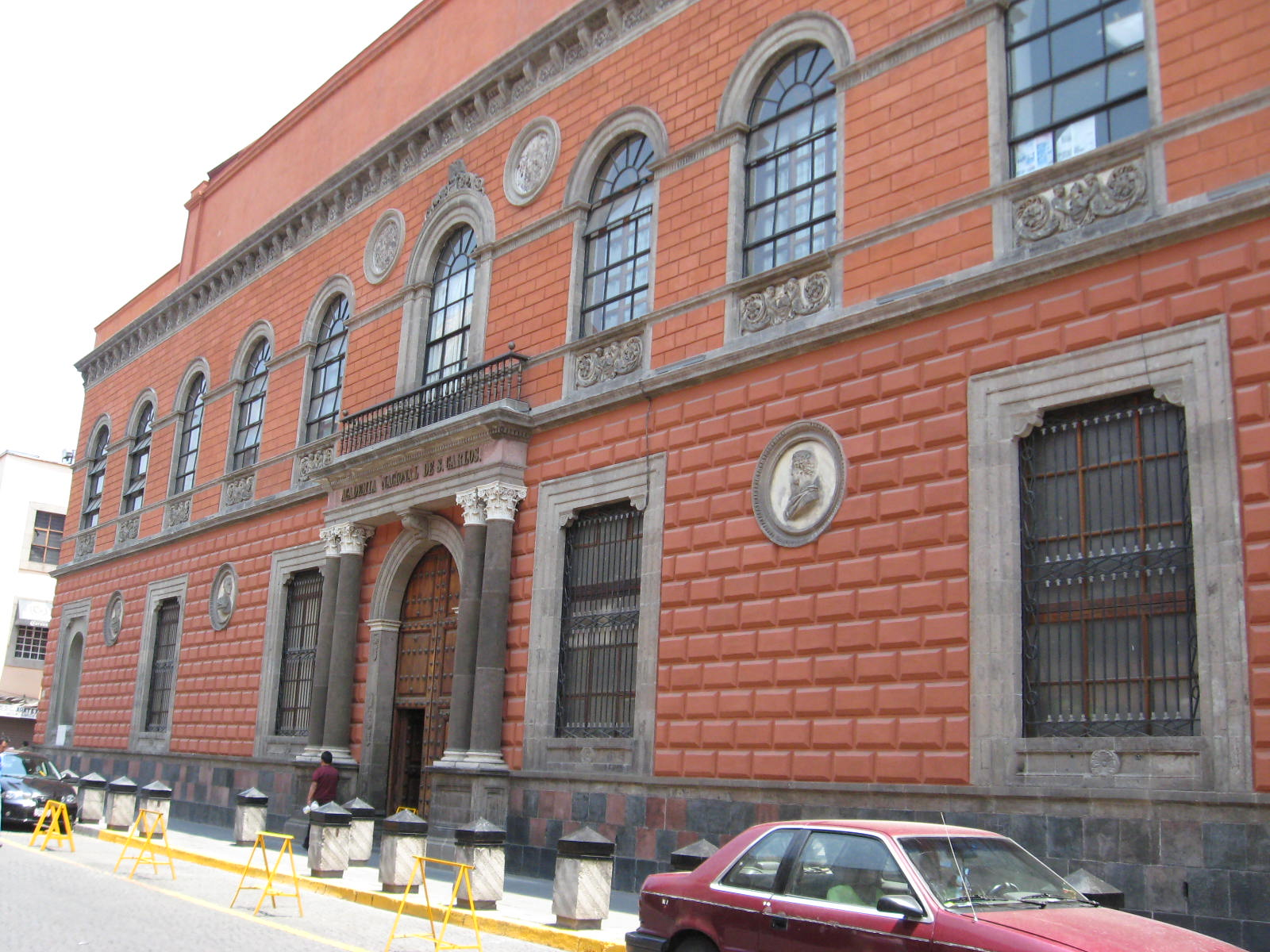
Academia de San Carlos in Mexiko-Stadt, deren Direktor Cavallari wurde und deren Gebäude Cavallari renovierte

Francesco Saverio Cavallari (* 3. März 1809 in Palermo; † 1896 in Syrakus) war ein italienischer Architekt, Maler und Archäologe auf Sizilien.

## Leben
Als Autodidakt lernte Cavallari von Giovanni Patricolo (1789–1861) die Grundlagen von Malerei und Zeichnung. Nach einer Zusammenarbeit mit Domenico Lo Faso Pietrasanta, dem Herzog von Serradifalco (Autor von Le antichità di Sicilia e del duomo di Monreale e di altre chiese siculo-normanne, erschienen 1834 und 1838) finanzierte ihm dieser ein Architekturstudium in Rom.
Gemeinsam mit dem deutschen Geologen Wolfgang Sartorius von Waltershausen (1809–1876) erarbeitete er eine Reliefkarte mit der Topografie und Geologie des Aetna.
Durch diesen Kontakt kam er zum Studium nach Göttingen, wo er in Archäologie promoviert wurde.
Auch zu dem deutschen Diplomaten, Altertumsforscher, Kunstsammler und Begründer des römischen Instituto di Corrispondenza Archeologica, das spätere Deutsche Archäologische Institut, August Kestner, unterhielt Cavallari freundschaftliche Bindungen, eine von Cavallari angefertigte Zeichnung (Inv. Nr. Z. 1058), die heute im Kupferstichkabinett des Landesmuseums Hannover bewahrt wird, hatte Kestner von ihm zum Geschenk erhalten.
Zurück auf Sizilien beteiligte sich Cavallari aktiv an den Unruhen von 1848. Im Jahr 1854 wurde er an die Accademia di Belle Arti di Brera nach Mailand berufen, wo er Architektur lehrte.
Die österreichische Besetzung zwang ihn, Italien zu verlassen. In Mexiko-Stadt wurde er Direktor der Akademie für Bildende Künste (Academia de San Carlos).
1864 kehrte er nach Sizilien zurück, wo er zum Direktor der Antikensammlungen der Insel ernannt wurde. In dieser Funktion leitete er zahlreiche Ausgrabungen, unter anderem in Syrakus, Taormina, Agrigent, Gela, Solunto und Selinunt. Für die Rekonstruktionsarbeiten innerhalb der Ausgrabungsstätten beteiligte Cavallari häufig den Bildhauer Valerio Villareale.
1884 wurde er zusätzlich zum Direktor des Archäologischen Museums von Syrakus ernannt.
In Syrakus leitete er auch die Restaurierung mehrerer Kirchen.
Sein wichtigstes Werk stellt die Topografia archeologica di Siracusa von 1883 dar.